# Wektor PAC
Wektor PAC – sztuczny chromosom wyprowadzany z faga P1.
Wielkość: 19,5 kpz. Istnieje możliwość wprowadzenia insertu o długości powyżej 140 kpz (do 150 kpz). Zaletą wektora PAC jest duża pojemność i stabilność insertów, dzięki czemu jest stosowany do tworzenia bibliotek genomowych. 
Poprawienie wydajności i precyzji klonowania uzyskano poprzez usunięcie fragmentu wypełniającego P1, a w jego miejsce, w pozycji rozpoznawanej przez BamHI, wprowadzenie sekwencji Puc. Przeglądanie biblioteki przez subklonowanie i losowe sekwencjonowanie powoduje zwiększenie frakcji klonów. Gospodarz stosowany dla tego wektora to E. coli, liczba kopii wektora w gospodarzu – kilka. Wadą wektora jest duży rozmiar utrudniający przeglądanie biblioteki za pomocą tzw. shotgun sequencing.